# ヴェプス人
ヴェプス人（Veps、露: ве́псы）は、ウラル語族バルト・フィン諸語のヴェプス語を話すバルト・フィン系民族である。人種はスカンジナビア人種の容貌を持ったコーカソイドに属するが、わずかにモンゴロイドのハプログループNを低頻度でもつ（紀元前の中国東北部にある遼河文明人などと同系統）。

## 概要
この民族の方言別の自称にはvepslaine、bepslaane及び（北部方言、オネガ湖の南西）lüdinikおよびlüdilaineがある。2002年の国勢調査によればロシアには8,240人のヴェプス人がいる。また281人はウクライナにおり、うち11人がヴェプス語を話す（2001年の国勢調査時点）。フィンランドにおけるその研究者で著名な者にEugene Holmanがいる。 西部ヴェプス人はその言語と文化を保持している。今日では殆ど全員のヴェプス人は流暢にロシア語を話す。若い世代は一般的に自分たちの言語で話さない。

## 地理
現在、彼らが居住する地域はラドガ湖、オネガ湖およびベロエ湖の間であり、ロシアのカレリア共和国の旧ヴェプス民族郷、レニングラード州のオヤチ川沿いのポトポロージエ地区とロジェイノエ・ポーリェ地区及びチフヴィン地区以南、ヴィテグラ地区、ババエヴォ地区及びボクシトゴルスク地区である。

## 歴史

### 先史時代
考古学及び言語学における研究によるとヴェプス人はシェクスナ川、スダ川、シャシ川の渓谷に居住していて、カレヴィ・ヴィークによれば原ヴェプス人・カルゴポリ文化からオネガ湖の東へ発展した。おそらく東カレリアとオネガ湖北岸にも居住していたともみられている。ヴェプス人に関する最初の記述は6世紀に遡るとみられ、ゴート人の歴史家ヨルダネスが“Vasina broncas”と呼んだものがヴェプス人であるという。ヴァイキングの東への通り道の一つがヴェプス人の地域を通過しており、ヴァイキングの記録にある白海沿岸に居住していた「ビャルム人（bjarm）」がヴェプス人であるとみられている。
墓地からの出土品によればスタラヤ・ラドガ、フィンランド及びメリャ族、その他のヴォルガ・フィン諸族さらに後にはノヴゴロド公国その他のルーシ諸国と接触していた。後にヴェプス人はオネガ湖の東西に住むようになった。

### 歴史時代

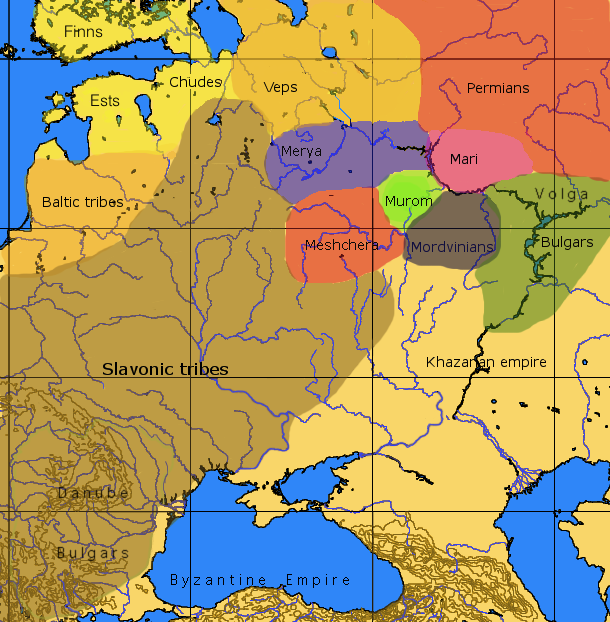
ヴェプス人およびその他部族。9世紀ヨーロッパにおける非ヴァリャーグ諸文化

初期ルーシの年代記には「ヴェーシ（Весь）」と、アラビア語文献には「ウィースー（وِيسُو wīsū）」とある。この事から少なくともビャルム人の一部はヴェプス人だったと推測される。12世紀よりまず彼らの歴史はノヴゴロド公国と、後にモスクワ公国と繋がりを持つ様になる。ロシア人の入植は14～15世紀にオネガ・ヴェプスに達した。カルゴポリ地域の東部ヴェプス人は20世紀以前にはロシア人に言語的に同化した。
1897年時点でのヴェプス人の人口は25,607人。うち7,300人が東カレリアに住んでいた。
20世紀の初頭、ヴェプス人の間に民族意識が勃興。初期のソビエトの民族政策はこれを支持し、24の民族村の地位を持つ行政区域が設立された。アルファベットと書き言葉も開発され、小学校ではヴェプス語教育も行われた。ソビエト当局がヴェプス文化を弾圧し始めたのが1937年である。全ての民族運動は停止され、民族行政区も廃止された。フィンランドが継続戦争で東カレリアに侵攻してきた時、一部のヴェプス人はフィンランド軍のいわゆる同族大隊に加入した。これらの部隊は戦後、ソビエト連邦へ明け渡された。
戦後ヴェプス人の多くが先祖代々住んでいた農村から大都市へと移り住んだ。多くのヴェプス人は彼らの血筋を恥じて、国勢調査ではロシア人であると答えた。
1983年、国立アカデミーの主導で行われた調査では13,000人近いヴェプス人がソビエト連邦におり、うち5,600人がカレリアに、4,000人がレニングラード州に、そして僅か1,000人に満たない数がヴォログダ州に居住していた。1991年ペトロザヴォーツクで新たなヴェプス語の初等読本Abekirjその他小学校の教科書が発行された。1993年にはヴェプス語の新聞Kodimaが発行された。1994年にヴェプス人の農村自治体が東カレリアに設立され、8,200km2の土地に3,373人が居住しそのうち42%がヴェプス人だった。
カレリア共和国政府はこの自治体に予算を割く事を1996年に認めた。ショールトゼロとルィブレカの2つの学校でヴェプス語を科目として教えた。だが文化復興は1990年代後半には失速し、連邦政府は自治を2006年に廃止した。今日では一般的に若い世代は自分たちの民族語を話す事ができない。

## 関連文献
- Kurs, Ott (March 2001). “The Vepsians: An administratively divided nationality”. Nationalities Papers 29 (1):  69–83. doi:10.1080/00905990120036385.